# کانو سانراکو
کانو سانراکو (انگلیسی: Kanō Sanraku; ۱ ژانویهٔ ۱۵۵۹ – ۱ ژانویهٔ ۱۶۳۵) نقاش اهل ژاپن بود که به نام‌های کیمورا هیزو، شوری، میتسویوری و سانراکو نیز شناخته می‌شود. آثار او کیفیت قوی کارهای مامویاما را با تصاویر بی‌جنبش و آرام از طبیعت درمی‌آمیزد و با لطافت از رنگ‌های معمول در دوره ادو استفاده می‌کند.
پس از درگذشت کانو ایتوکو، سانراکو به ریاست مکتب کانو منصوب شد.

## نگارخانه

پاراوان تاشوی گل فاوانیا سدهٔ ۱۶ م. موزه ملی توکیو
بندر ناگاساکی، نام یک نقاشی ژاپنی متعلق به سدهٔ ۱۶ میلادی است. اثر منسوب به کانو سان‌راکو است که ابتدا بر روی درهای کشویی محل سکونت یکی از اعضای خاندان امپراتوری ژاپن نقاشی شده‌بود، اما بعدها به‌شکل بیوبو بازسازی شد و به یک پاراوان تاشو تبدیل شد.
این اثر در کشور ژاپن به عنوان «گنجینهٔ ملی» رده‌بندی شده‌است و در موزه هنر سانتوری در توکیو نگه‌داری می‌شود.